# Auguste Ambroise Tardieu
Auguste Ambroise Tardieu (París, 10 de abril de 1818 - París, 12 de enero de 1879), fue hijo del artista y cartógrafo Ambroise Tardieu, era un médico forense francés del siglo XIX. Fue presidente de la Académie Nationale de Médecine, así como deán de la facultad de Medicina y catedrático de Medicina legal en la Universidad de París.

## Biografía

### Familia
Auguste provenía de una antigua familia burguesa católica. Su padre era Ambroise Tardieu (1788-1841), grabador-geógrafo oficial del gobierno, y su madre, Boulland, hija de un alto funcionario del Ministerio de Finanzas. Su hermano, Amédée Tardieu (1822-1893), fue bibliotecario del Institut de France.
Se casó con Zoé d'Ocagne, una traductora francesa de literatura inglesa. Tuvo una hija con Zoé,  Léonie (1843-1863) quien se casó con Georges Berger (1834-1910), futuro político, pero murió de fiebre tifoidea durante su luna de miel en Italia.

## Estudio del maltrato infantil
Entre sus numerosos aportes, Tardieu es el autor de lo que sin duda es el primer libro escrito sobre el maltrato y la violencia sexual contra los menores. Esta obra fue reeditada seis veces entre 1857 y 1878 bajo el título Étude médico-légale sur les attentats aux mœurs («Estudio médico legal sobre los atentados contra las costumbres», el «atentado contra las costumbres» era habitualmente un eufemismo para referirse a la violación). En homenaje a esas primeras descripciones clínicas de niños maltratados, el síndrome también se llama «síndrome de Tardieu». Las «manchas de Tardieu» (equimosis subpleurales), observadas tras la muerte por estrangulación o sofoco de un bebé, fueron descritas por primera vez por Tardieu en 1859.
Debido a los ataques sexuales contra niños tendían a incluir heridas físicas —a menudo heridas serias o fatales—, Tardieu clasificó los crímenes sexuales como un subtipo del ataque físico. Poco común para su época, Tardieu empleó un lenguaje común para describir crímenes sexuales y el daño causado a sus víctimas. Descubrió que los crímenes sexuales contra los niños eran alarmantemente comunes: en la edición de 1878 Tardieu señala que más del 75% de las violaciones o intentos de violación juzgados en tribunales franceses fueron cometidos contra menores de 16 años, y la mayoría contra niñas menores de 12 años. Además, señaló que la violación incestuosa no era rara. A pesar de ello, las investigaciones de Tardieu fueron criticadas con violencia o ignoradas por las autoridades legales y otros médicos, en parte porque sus conclusiones y las pruebas contradecían la creencias generales y violaban el tabú que rodeaba la discusión de crímenes sexuales, en particular el incesto.
En 1960, la prestigiosa revista Annales d'hygiène publique et de médecine légale publicó un artículo de Tardieu. Titulado «Etude médico-légale sur les sévices et mauvais traitements exercés sur des enfants» («Estudio medico-legal sobre las sevicias y malos tratos ejercidos sobre los niños») que catalogaba treinta y dos casos de malos tratos recibidos por niños a manos de sus cuidadores. En esos casos Tardieu había sido encargado por un tribunal a examinar a los niños desde un punto de vista médico legal. El caso más elaborado en el artículo es uno que incluye abuso sexual (experiencia vital de Adelina Defert). El tribunal de Reims, el 3 de diciembre de 1859, juzgó el caso de Adelina Defert, de diecisiete años de edad. El Dr. Nidart, un médico en Sainte-Ménehould, fue encargado por el tribunal a examinarla. El Dr. Nidart escribió su primero de sus dos informes el 22 de julio de 1859, el segundo el 29 de julio. Ambos informes forman parte del artículo de Tardieu. Jeffrey Masson afirma que Tardieu consideraba el abuso sexual como una forma de abuso o malos tratos físicos, ya que incluyó el caso en el artículo.
Debido a que el artículo no fue mencionado en la literatura posterior, Tardieu decidió reproducirlo en su libro sobre heridas (Étude sur les Blessures), publicado diecinueve años después, en 1879, el año de su muerte. Masson cita a Tardieu en las página 70 de ese libro: «Este estudio, realizado hace dieciocho años, es el primero que se intentó con este tema, sobre el que los escritores en el campo de la medicina legal han mantenido posteriormente un silencio completo.»

## Estudio de la homosexualidad
El Étude médico-légale sur les attentats aux mœurs es por otra parte un monumento a la homofobia médica: Ambroise Tardieu convierte al homosexual en un auténtico monstruo, creando una teratología que posteriormente sería enseñada en las facultades de medicina durante un siglo. Asimila al homosexual masculino a la mujer, de la que tendría las propiedades físicas (sobre todo compara el ano del sodomita con la vagina femenina), y a los animales (sobre todo al perro, ya que el sodomita activo tendría el pene con forma del pene del perro). Los hombres que realizaran sexo oral con otros hombres tendrían bocas torcidas, dientes cortos y labios carnosos. Fijó para generaciones de estudiantes de medicina las supuestas características anatómicas de la población homosexual masculina:

Le développement excessif des fesses, la déformation infundibuliforme de l'anus, le relâchement du sphincter, l'effacement des plis, les crêtes et caroncules du pourtour de l'anus, la dilatation extrême de l'orifice anal, l'incontinence des matières, les ulcérations, les rhagades, les hémorroïdes, les fistules, la blennoragie rectale.
El desarrollo excesivo de los glúteos, la deformación infundibuliforme del ano, el relajamiento del esfínter, la desaparición de los pliegues, las crestas y las carúnculas perianales, la dilatación extrema del orificio anal, la incontinencia de materia, las ulceraciones, las ragadías, las hemorroides, las fístulas, la blenorragia rectal.

Llamaba a los poderes públicos a inquietarse por el carácter de subversión social que tendría la homosexualidad, poniendo en contacto a los franceses con los extranjeros (denuncia el «cosmopolitismo de estas degradantes pasiones»), de los hombres de mundo y los hombres del pueblo. Para acabar, asocia la homosexualidad al crimen; toda una serie de asesinatos manifestarían, según Tardieu, la relación de los homosexuales con «la hez del mundo más vil», al que «van a buscar la satisfacción de sus deseos monstruosos». 
En este sentido, las contradicciones abundan: su preocupación por el carácter científico clínico está acompañado por la retórica de la depravación; la tesis del innatismo de la «pederastia», como llamaba la homosexualidad, va a la par de la tesis del vicio, es decir, de la elección inmoral. Tardieu ilustra hasta qué punto la medicina del comportamiento del siglo XIX, pretendidamente positivista, era tributaria del prejuicio, sobre todo del religioso.

## Obra
- 1843 : De la morve et du farcin chronique chez l’homme.
- 1849-50 : Mémoire sur les modifications physiques et chimiques que détermine dans certaines parties du corps l’exercice des diverse professions, pour servir à la recherche médico-légale de l’identité.
- 1852 : Voiries et cimetières.
- 1855 : Études hygiéniques sur la profession de mouleur en cuivre, pour servir à l’histoire des professions exposées aux poussières inorganiques.
- 1855 : Étude médico-légale sur le tatouage considéré comme signe d’identité.
- 1856 : Étude médico-légale sur l’avortement, suivie d’observations et de recherches pour servir à l’histoire médico-légale des grossesses fausses et simulées.
- 1856 : Étude historique et médico-légale sur les sur la fabrication et l’emploi des alumettes chimiques.
- 1857 : Étude médico-légale sur les attentats aux mœurs.
- 1852-54 : Dictionnaire d’hygiène publique et de salubrité.
- 1860 : Etude médico-légale sur les sévices et mauvais traitements exercés sur des enfants
- 1864 : Étude médico-légale sur les maladies provoquées ou communiquées comprenant l’histoire médico-légale de la syphilis et de ses divers modes de ransmission.
- 1867 : Étude médico-légale et clinique sur l'empoisonnement.
- 1868 : Étude médico-légale sur l’infanticide.
- 1870 : Étude médico-légale sur la pendaison, la strangulation, les suffocations.
- 1872 : Étude médico-légale sur la folie.
- 1879 : Étude médico-légale sur les maladies produites accidentellement ou involontairement.
- 1879 : Étude sur les blessures.